# Michel Pollentier
Michel Pollentier (Diksmuide, 13 febbraio 1951) è un ex ciclista su strada e pistard belga Professionista dal 1973 al 1984, vinse il Giro d'Italia 1977, il Giro delle Fiandre 1980 e due titoli nazionali in linea.

## Carriera
Passato professionista nel 1973, fu per anni gregario di Freddy Maertens alla Flandria, importante squadra belga. Nei primi anni di carriera ottenne comunque ben presto alcuni risultati di prestigio, soprattutto al Tour de France, aggiudicandosi tre tappe in tre edizioni consecutive del Tour de France (1974, 1975 e 1976) e concludendo le edizioni 1974 e 1976 al settimo posto. Nel 1976 si aggiudicò anche tre tappe al Giro di Svizzera.

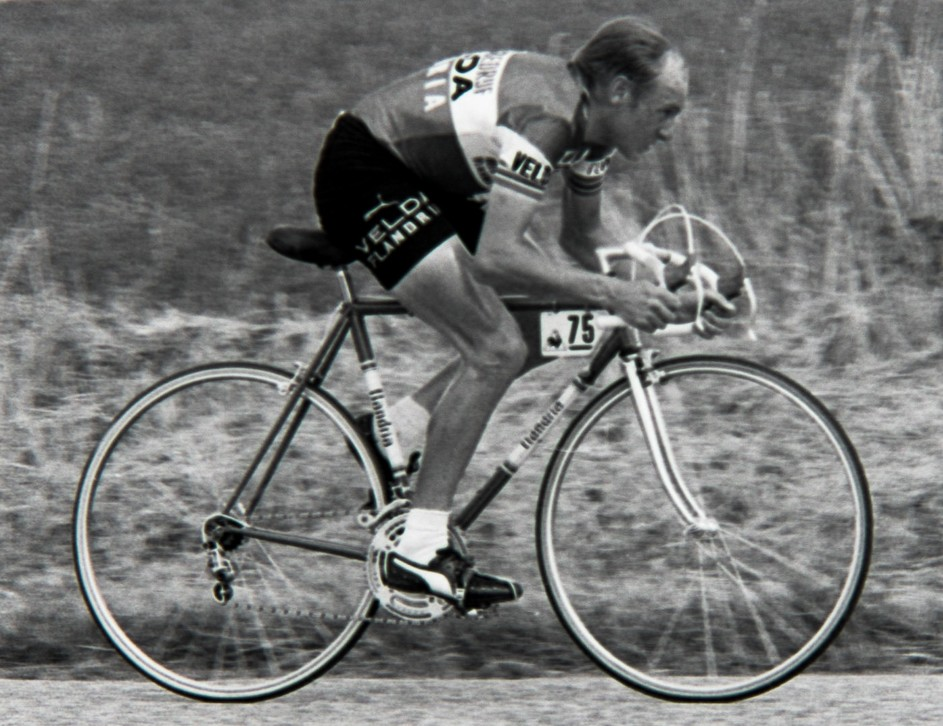
Pollentier al Tour de France 1976

Si presentò al Giro d'Italia 1977 come luogotenente di fiducia di Maertens, che dopo il successo alla Vuelta a España 1977 puntava anche alla vittoria nella corsa rosa. Maertens cominciò subito bene, facendo suoi il prologo, tre tappe e tre semitappe e vestendo anche la maglia rosa per sei giorni. Il 28 maggio al circuito del Mugello, però, si agganciò con Rik Van Linden nel corso della volata finale e cadde rovinosamente sull'asfalto rompendosi un polso; fu costretto al ritiro. Pollentier ebbe così via libera dalla squadra, riuscì a sfruttare la libertà che i due principali avversari e favoriti, Gianbattista Baronchelli e Francesco Moser, complici numerose crisi, gli avevano concesso e si aggiudicò a sorpresa la classifica finale della corsa, anche se anni dopo il suo compagno di squadra Maertens rivelò a Beppe Conti che in realtà quel giro fu "falsato" dal doping dato che nella loro squadra in quel periodo facevano uso di un farmaco, lo stymul, che "li faceva andare davvero forte". Per soli 3 secondi prese la maglia rosa a Moser al termine della 17ª tappa, quella con arrivo a Cortina d'Ampezzo; non la cederà più, imponendosi anzi nella penultima frazione, la cronometro di Binago. Nello stesso anno conquistò anche il Giro di Svizzera e il Campionato nazionale belga.
Nel 1978 confermò il titolo nazionale e si impose anche nel Giro del Delfinato. La sua carriera venne però duramente offuscata poco tempo dopo questi successi, quando al Tour de France 1978, al termine della tappa dell'Alpe d'Huez che aveva vinto – andando a vestire anche la maglia gialla – venne scoperto a falsare il controllo antidoping. Nell'occasione aveva tentato infatti di usare un marchingegno con una vescica artificiale, situata sotto la maglietta e contenente urina "pulita" da immettere nella provetta, in modo da poter consegnare al laboratorio un campione contraffatto e quindi aggirare il test. Venne subito escluso dalla corsa e la vittoria di tappa gli venne revocata.
Successivamente riuscì a ottenere qualche altro importante risultato, come il terzo posto alla Vuelta a España del 1979, la vittoria al Giro delle Fiandre 1980, in cui batté allo sprint ancora Moser, e il secondo posto alla Vuelta a España del 1982, alle spalle di Marino Lejarreta.

## Palmarès

### Strada
- 1974

21ª tappa Tour de France
- 1975

13ª tappa Tour de France
- 1976

Trofeo Baracchi
16ª tappa Tour de France
Classifica generale Giro del Belgio
Classifica generale Escalada a Montjuich
2ª tappa Tour de Suisse
4ª tappa Tour de Suisse
9ª tappa Tour de Suisse
Stadsprijs Geraardsbergen
- 1977

3ª tappa, 1ª semitappa Tour de Suisse
3ª tappa, 2ª semitappa Tour de Suisse
4ª tappa Tour de Suisse
9ª tappa, 2ª semitappa Tour de Suisse
Classifica generale Tour de Suisse
21ª tappa Giro d'Italia
Classifica generale Giro d'Italia
Campionati belgi, Corsa in linea
4ª tappa Vuelta a España
- 1978

Campionati belgi, Corsa in linea
Classifica generale Escalada a Montjuïc
Classifica generale Critérium du Dauphiné Libéré
4ª tappa Tour de Suisse
9ª tappa Tour de Suisse
- 1979

Grand Prix du Tournaisis
- 1980

Freccia del Brabante
Giro delle Fiandre
- 1982

Omloop van de Westkust-De Panne
Omloop van het Houtland
- 1984

6ª tappa Vuelta a España

### Altri successi
- 1973

Circuito di Schinnen
Circuito di Houthulst
- 1974

Circuito di Bredene
Circuito di Leeuwse Pijl
- 1975

Circuito di Kortenhoef
- 1977

Circuito di Valdengo
Circuito De Panne
- 1978

Circuito di Vichte
- 1979

Circuito di Beveren-Leie
Circuito di Houthulst
Circuito di Ruiselede
Circuito di Mael-Pestivien
Circuito di Prix de Soignies
- 1980

Circuito di Moorsele
Circuito di Moorslede
- 1981

Circuito di Sleidinge
- 1982

Circuito di Beveren-Leie
Circuito di Bellegem
Circuito di Kortemark
Circuito di Zomergem-Adinkerke
- 1983

Circuito di Torhout
Circuito di Herselt
Circuito De Panne
Circuito di Anderlues
Circuito De Haan
Circuito di Aartrijke
- 1984

Circuito di Lommel-Lutlommel

### Pista
- 1976

Gran Prix de Wingene
Gran Prix de Harelbeke
- Gran Premio di Torino
- 1977

Grand Prix de Emmen
- 1979

Grand Prix de Koekelare
- 1981

Grand Prix de Sliedinge
- 1982

Grand Prix de Gistel
Grand Prix de Kortemark

## Piazzamenti

### Grandi Giri
- Giro d'Italia

1977: vincitore
- Tour de France

1973: 34º
1974: 7º
1975: 23º
1976: 7º
1978: squalificato (16ª tappa)
1979: non partito (18ª tappa)
1980: non partito (15ª tappa)
1981: ritirato (2ª tappa)
- Vuelta a España

1977: 6º
1979: 3º
1980: 26º
1982: 2º
1984: 13º

### Classiche monumento
- Milano-Sanremo

1975: 61º
1976: 43º
1978: 76º
1979: 14º
1980: 30º
1983: 53º
- Giro delle Fiandre

1975: 27º
1976: 43º
1977: 5º
1978: 2º
1980: vincitore
1982: 4º
1983: 7º
- Parigi-Roubaix

1976: 33º
1977: 19º
1978: ritirato
1980: ritirato
- Liegi-Bastogne-Liegi

1974: 21º
1975: 13º
1976: 11º
1977: 8º
1978: 13º
1979: 7º
1980: ritirato
1982: 21º
1983: 31º
- Giro di Lombardia

1973: 11º
1975: ritirato
1978: 10º

### Competizioni mondiali
- Campionati del mondo

Yvoir 1975 - In linea: ritirato
Ostuni 1976 - In linea: ritirato
San Cristóbal 1977 - In linea: ritirato
Valkenburg 1979 - In linea: 18º
Sallanches 1980 - In linea: ritirato
Goodwood 1982 - In linea: 6º
Altenrhein 1983 - In linea: ritirato

## Riconoscimenti
- Sportivo belga dell'anno nel 1977
- Mendrisio d'Oro del Velo Club Mendrisio nel 1977